# Robert Saxton
Robert Saxton (* 8. Oktober 1953 in London) ist ein britischer Komponist.

## Leben
Saxton nahm privaten Kompositionsunterricht bei Elisabeth Lutyens. Mit Robin Holloway setzte er dann seine Studien an der Universität von Cambridge, und als Magisterstudent dann mit Robert Sherlaw Johnson an der Universität von Oxford fort; später erhielt er zusätzlich auch Unterricht von Luciano Berio. Er war Leiter der Kompositionsabteilung an der Guildhall School of Music and Drama und an der Royal Academy of Music. Zurzeit ist er Dozent, Fellow und Tutor für Musik am Worcester College, Oxford. Er ist mit der Sopranistin Teresa Cahill verheiratet.

## Werke (Auswahl)
- What Does the Song Hope For? (1975)
- Processions and Dances (1981), für großes Kammermusikensemble
- Chamber Symphony: The Circles of Light (1985–6)
- Concerto for Viola and Orchestra (1986)
- The Sentinel of the Rainbow (1984), für Kammermusikensemble
- Concerto for Violin and Orchestra (1989)
- Caritas (1991), Oper
- Invocation, Dance and Meditation (1991), für Bratsche und Klavier
- Concerto for Cello and Orchestra (1993)
- Songs, Dances and Ellipses (1997), für Streichquartett
- Five Motets (2003)

## Auszeichnungen
- 1975 Kompositionspreis der Stiftung Gaudeamus mit What Does the Song Hope For?[1].
- 1985–86 – Fulbright Fellowship an der Princeton University.